# Офтальмоплегия
Офтальмоплегия — паралич мышц глаза вследствие поражения глазодвигательных нервов.
Офтальмоплегия бывает полной и частичной. При полной офтальмоплегии поражаются как наружные мышцы глаза, так и внутренние. А частичная офтальмоплегия может быть наружной, когда парализуются только наружные мышцы глаза, и внутренней, когда парализуется только внутренняя мускулатура глаза. При наружной офтальмоплегии наступает неподвижность глазного яблока, но сохраняется реакция зрачка на свет; при внутренней офтальмоплегии движения глазного яблока сохраняются, но исчезает реакция зрачка на свет, нарушены аккомодация и конвергенция[страница не указана 443 дня].
Офтальмоплегия может быть двусторонней и односторонней[страница не указана 443 дня].

## Лечение
Лечение проводится в рамках терапии основного заболевания посредством устранения причины, вызвавшей офтальмоплегию.